# Kozmosz Fantasztikus Könyvek
A Kozmosz Fantasztikus Könyvek sorozatot a Móra Ferenc Könyvkiadó adta ki Budapesten 1969–1987 között. 1988-tól a sorozat Galaktika Fantasztikus könyvek címen folytatódott 1994-ig.
2005-ben újraindult a Metropolis Media kiadásában Burger István és Németh Attila szerkesztésében.

## Története
Ez a sorozat magyar és külföldi sci-fi irodalmi válogatásokat tartalmazott. Az első kötetek 1969-ben jelentek meg kisalakban (9,5×18,5), majd 1980-tól nagyalakú (12,5×20,5) formátumban. 1969-től egészen 1987-ig Kozmosz Fantasztikus Könyvek címmel jelent meg a sorozat (132 db) (ISSN 0324-5225), 1988-tól Galaktika Fantasztikus Könyvek címmel folytatódott 1994-ig (44 db, ISSN 0238-3063).
1987 és 1995 között jelentek meg – először csak klubtagok által előfizethetően – a Galaktika Baráti Kör kötetei. Ez a sorozat 2013-ban indult ismét útjára. A sorozatok szerkesztője Kuczka Péter volt.
2005-ben újraindult a sorozat, Burger István és Németh Attila szerkesztésében.

## A Kozmosz és a Galaktika Fantasztikus Könyvek teljes sorozata, kiadási sorrendben

### Kozmosz Fantasztikus Könyvek (1969–1987)
| Szerző(k)                               | Mű(vek) címe(i)                                  | Kiadás dátuma | Példányszám     |
| --------------------------------------- | ------------------------------------------------ | ------------- | --------------- |
| Isaac Asimov                            | A halhatatlanság halála                          | 1969          | 15 500 példány  |
| Fred Hoyle                              | Osszián küldetése                                | 1969          | 16 900 példány  |
| Karinthy Frigyes                        | A delejes halál                                  | 1969          | 13 900 példány  |
| Abe Kóbó                                | A negyedik jégkorszak                            | 1969          | 18 350 példány  |
| Dmitrij Bilenkin – Anatolij Dnyeprov    | Hullámverés a Marson – Bíbormúmia                | 1969          | 11 300 példány  |
| Krzysztof Boruń                         | Antivilág                                        | 1970          | 16 300 példány  |
| Brian W. Aldiss                         | Szürkeszakáll                                    | 1970          | 19 800 példány  |
| Clifford D. Simak                       | A város                                          | 1970          | 17 700 példány  |
| Mihail Jemcev – Jeremej Parnov          | Világlélek                                       | 1970          | 15 700 példány  |
| Cserna József                           | Dráma a Holdon                                   | 1970          | 19 200 példány  |
| Szepes Mária                            | Surayana élő szobrai                             | 1971          | 24 500 példány  |
| Zsoldos Péter                           | A feladat                                        | 1971          | 25 180 példány  |
| René Barjavel                           | Az óvatlan utazó                                 | 1971          | 38 950 példány  |
| Pierre Boulle                           | A majmok bolygója                                | 1971          | 46 760 példány  |
| Isaac Asimov                            | Alapítvány                                       | 1971          | 35 100 példány  |
| Csernai Zoltán                          | Atleóntisz                                       | 1971          | 28 800 példány  |
| Italo Calvino                           | Kozmikomédia                                     | 1972          | 25 000 példány  |
| Isaac Asimov                            | Alapítvány és Birodalom                          | 1972          | 29 100 példány  |
| Jorge Luis Borges                       | Körkörös romok                                   | 1972          | 21 100 példány  |
| Laczkó Géza                             | Holdbéli Dávid csodálatos tapasztalatai a Földön | 1972          | 19 800 példány  |
| Szever Ganszovszkij – Ariadna Gromova   | Három nap egy esztendő – Fénykörben              | 1973          | 29 800 példány  |
| Stanisław Lem                           | Éden                                             | 1973          | 34 800 példány  |
| Arthur C. Clarke                        | 2001. Űrodisszeia                                | 1973          | 29 800 példány  |
| Zsoldos Péter                           | A Viking visszatér                               | 1973          | 29 800 példány  |
| Zsoldos Péter                           | Ellenpont                                        | 1973          | 24 800 példány  |
| Isaac Asimov                            | Második Alapítvány                               | 1973          | 39 800 példány  |
| Ray Bradbury                            | Kaleidoszkóp                                     | 1974          | 29 800 példány  |
| Herbert Ziergiebel                      | A világűr foglyai                                | 1974          | 24 800 példány  |
| Ljuben Dilov                            | A szkafander súlya                               | 1974          | 24 800 példány  |
| Zinovij Jurjev – Valentyina Zsuravljova | Alfa és omega – Hóhíd a szakadék fölött          | 1974          | 24 800 példány  |
| Zsoldos Péter                           | Távoli tűz                                       | 1974          | 17 800 példány  |
| Fekete Gyula                            | Triszex                                          | 1974          | 29 800 példány  |
| Herbert Franke                          | Az elefántcsonttorony                            | 1974          | 29 800 példány  |
| Jókai Mór                               | Óceánia                                          | 1974          | 29 800 példány  |
| Darázs Endre                            | Vashold                                          | 1975          | 19 800 példány  |
| Mesterházi Lajos                        | Sempiternin                                      | 1975          | 24 800 példány  |
| Pápay Kálmán                            | A leghosszabb éjszaka                            | 1975          | 19 800 példány  |
| Alekszej Tolsztoj                       | Garin mérnök hiperboloidja                       | 1975          | 29 800 példány  |
| Louis Trimble                           | A városgép                                       | 1975          | 34 800 példány  |
| Szepes Mária                            | Tükörajtó a tengerben                            | 1975          | 29 800 példány  |
| Pierre Barbet                           | A psziborgok álmai                               | 1975          | 39 800 példány  |
| Ludvík Souček                           | A Fekete Bolygó Testvérei                        | 1975          | 34 800 példány  |
| Kaszás István                           | A Galaktika urai                                 | 1976          | 24 800 példány  |
| Fekete Gyula                            | A kék sziget                                     | 1976          | 41 800 példány  |
| Michael Moorcock                        | A fekete folyosó                                 | 1976          | 29 800 példány  |
| Ilja Varsavszkij                        | Molekuláris kávéház                              | 1976          | 29 800 példány  |
| Vagyim Sefner                           | A szerény zseni                                  | 1976          | 29 800 példány  |
| Gennagyij Gor                           | Varázsos út                                      | 1976          | 29 800 példány  |
| Mircea Eliade                           | Különös kalandok                                 | 1976          | 29 800 példány  |
| –                                       | Ötvenedik (antológia)                            | 1977          | 44 800 példány  |
| John Wyndham                            | Újjászületés                                     | 1977          | 39 800 példány  |
| Arkagyij és Borisz Sztrugackij          | A kölyök                                         | 1977          | 34 800 példány  |
| Zsoldos Péter                           | A feladat (2. kiadás)                            | 1976          | 22 800 példány  |
| Czesław Chruszczewski                   | A kozmosz tüneménye                              | 1977          | 39 800 példány  |
| Mary Shelley                            | Frankenstein                                     | 1977          | 59 800 példány  |
| Günther Krupkat                         | Amikor meghaltak az istenek                      | 1977          | 39 800 példány  |
| Szentmihályi Szabó Péter                | A sebezhetetlen                                  | 1978          | 34 800 példány  |
| Karin Boye                              | Kallocain                                        | 1978          | 34 800 példány  |
| Hal Clement                             | Az elveszett rakéta                              | 1978          | 43 800 példány  |
| John Brunner                            | A Yan játékmesterei                              | 1978          | 39 800 példány  |
| Arkagyij és Borisz Sztrugackij          | Egymilliárd évvel a világvége előtt              | 1978          | 39 800 példány  |
| Georges Walter                          | Repülnek a Vanessák                              | 1979          | 56 000 példány  |
| Arthur C. Clarke                        | A város és a csillagok                           | 1979          | 60 000 példány  |
| Ursula K. Le Guin                       | A sötétség balkeze                               | 1979          | 60 000 példány  |
| Csernai Zoltán                          | A boldogságcsináló                               | 1980          | 52 000 példány  |
| Francis Carsac                          | A sehollakók                                     | 1980          | 70 000 példány  |
| Robert Sheckley                         | Kozmikus főnyeremény                             | 1980          | 72 000 példány  |
| Gera György                             | Az endogén expedíció                             | 1980          | 49 000 példány  |
| Stanisław Lem                           | Az Úr hangja                                     | 1980          | 100 000 példány |
| George Lucas                            | Csillagok háborúja                               | 1980          | 120 000 példány |
| Fred Hoyle – John Elliot                | Androméda                                        | 1980          | 60 000 példány  |
| Adolfo Bioy Casares – Italo Calvino     | Morel találmánya – Láthatatlan városok           | 1980          | 55 000 példány  |
| Dévényi Tibor                           | Hová lett Artúr?                                 | 1981          | 40 000 példány  |
| Aszkold Jakubovszkij                    | A galaktika kupolája                             | 1981          | 40 000 példány  |
| Arkagyij és Borisz Sztrugackij          | Fogadó a Halott Alpinistához                     | 1981          | 70 000 példány  |
| Bohdan Petecki                          | Messier 13                                       | 1981          | 72 000 példány  |
| Luigi Menghini                          | Láncreakció                                      | 1981          | 44 000 példány  |
| Arthur C. Clarke                        | Randevú a Rámával                                | 1981          | 90 000 példány  |
| Donald F. Glut                          | A Birodalom visszavág                            | 1981          | 150 000 példány |
| Steven Spielberg                        | Harmadik típusú találkozások                     | 1981          | 120 000 példány |
| Laczkó Géza                             | Innen és túl                                     | 1981          | 43 000 példány  |
| Edwin Abbott – Olof Johannesson         | Síkföld – A nagy számítógép                      | 1982          | 55 000 példány  |
| Aldous Huxley                           | Szép új világ                                    | 1982          | 185 000 példány |
| Apáti Miklós                            | A Fekete Gén                                     | 1982          | 60 000 példány  |
| Isaac Asimov                            | Alapítvány (2. kiadás)                           | 1982          | 115 000 példány |
| Isaac Asimov                            | Alapítvány és Birodalom (2. kiadás)              | 1982          | 115 000 példány |
| Isaac Asimov                            | Második Alapítvány (2. kiadás)                   | 1982          | 115 000 példány |
| Kaszás István – Kasztovszky Béla        | A felderítő – Kétszemélyes világ                 | 1982          | 56 000 példány  |
| Lőrincz L. László                       | A Nagy Kupola szégyene                           | 1982          | 60 000 példány  |
| Szepes Mária                            | Napszél                                          | 1983          | 73 000 példány  |
| Kir Bulicsov                            | Kettészakított élet                              | 1983          | 60 000 példány  |
| Massimo Bontempelli                     | Kaland a panzióban                               | 1983          | 88 000 példány  |
| Szentmihályi Szabó Péter                | A tökéletes változat                             | 1983          | 79 000 példány  |
| Vlagyimir Szavcsenkó                    | Monomah sapkája                                  | 1983          | 50 000 példány  |
| William Kotzwinkle                      | E.T. A Földönkívüli kalandjai a Földön           | 1983          | 170 000 példány |
| Pierre Boulle                           | A majmok bolygója (2. kiadás)                    | 1983          | 100 000 példány |
| Stanisław Lem                           | Éden (2. kiadás)                                 | 1983          | 60 000 példány  |
| Zsoldos Péter                           | Távoli tűz (2. kiadás)                           | 1983          | 90 000 példány  |
| Lőrincz L. László                       | A hosszú szafári                                 | 1984          | 50 000 példány  |
| James Hilton                            | A Kék Hold völgye                                | 1984          | 125 000 példány |
| George Lucas                            | Csillagok háborúja (2. kiadás)                   | 1984          | 150 000 példány |
| Gergely Mihály                          | A Kozmosz 15. törvénye                           | 1984          | 45 000 példány  |
| Hc. G. S. Solenard Tandori Dezső        | A Stevenson–biozmagória                          | 1984          | 62 000 példány  |
| Szepes Mária                            | A vörös oroszlán I–II.                           | 1984          | 58 000 példány  |
| Umberto Simonetta                       | Éjszakai utazók                                  | 1984          | 70 000 példány  |
| Lengyel Péter                           | Ogg második bolygója                             | 1984          | 46 000 példány  |
| Weinbrenner Rudolf                      | A kitüntetés                                     | 1985          | 47 000 példány  |
| Pavel Vezsinyov                         | A sorompó – A fehér szalamandra                  | 1985          | 42 000 példány  |
| James Kahn                              | A Jedi visszatér                                 | 1985          | 178 000 példány |
| Fekete Gyula                            | Szerelmesek bolygója                             | 1985          | 57 400 példány  |
| Arthur C. Clarke                        | 2010. Második űrodisszeia                        | 1985          | 74 000 példány  |
| Komacu Szakjó                           | A sárkány halála I–II.                           | 1985          | 82 000 példány  |
| Nemere István                           | Holtak harca – Játszma tízmilliárdért            | 1986          | 90 700 példány  |
| Isaac Asimov                            | Az Alapítvány pereme I–II.                       | 1986          | 124 000 példány |
| Lőrincz L. László                       | A föld alatti piramis I–II.                      | 1986          | 60 200 példány  |
| Philip K. Dick                          | A halál útvesztője                               | 1986          | 90 000 példány  |
| C. S. Lewis                             | A csendes bolygó                                 | 1986          | 87 200 példány  |
| Johanna Braun – Günter Braun            | A nagy varázsló tévedése                         | 1986          | 54 400 példány  |
| Szepes Mária                            | A változatlanság hullámhossza                    | 1986          | 55 000 példány  |
| Csernai Zoltán                          | Tollaskígyó utolsó visszatérése                  | 1987          | 76 000 példány  |
| Gyertyán Ervin                          | A kiberneroszok tündöklése és bukása             | 1987          | 45 500 példány  |
| Fábián László                           | Itt a bobókat is megölik?                        | 1987          | 37 700 példány  |
| Szepes Mária                            | A tibeti orgona                                  | 1987          | 65 000 példány  |
| Alan Dean Foster                        | A nyolcadik utas a halál                         | 1987          | 174 000 példány |
| Frank Herbert                           | A Dűne I–II.                                     | 1987          | 87 800 példány  |
| William Kotzwinkle                      | E.T. A Zöld Bolygó Könyve                        | 1987          | 164 000 példány |
| Douglas Adams                           | Galaxis útikalauz stopposoknak                   | 1987          | 86 700 példány  |

### Galaktika Fantasztikus könyvek (1988–1994)
1988-tól a sorozat Galaktika Fantasztikus könyvek címen folytatódott.
| Szerző(k)                         | Mű(vek) címe(i)                    | Kiadás dátuma |
| --------------------------------- | ---------------------------------- | ------------- |
| Kurt Vonnegut                     | A Titán szirénjei                  | 1988          |
| Walter M. Miller                  | Hozsánna néked, Leibowitz!         | 1988          |
| Lőrincz L. László                 | Üvöltő bika                        | 1988          |
| Alan Dean Foster                  | A bolygó neve: Halál               | 1988          |
| Konrad Fiałkowski – Adam Hollanek | Homo divisus – Még egy kicsit élni | 1988          |
| Jeremy Taylor                     | Bolygófalók                        | 1988          |
| Szergej Sznyegov                  | Istenemberek I–II.                 | 1988          |
| Hal Clement                       | Csillagfény                        | 1989          |
| Isaac Asimov                      | Alapítvány és Föld                 | 1989          |
| Frederik Pohl – C. M. Kornbluth   | Dr. Gladiátor                      | 1989          |
| Nemere István                     | Túl a Plútón                       | 1989          |
| Hank Jeff                         | Az átkozott lehetőség              | 1989          |
| Harry Harrison                    | A Technicolor® időgép              | 1989          |
| David Konsztantinovszkij          | Az idő fogva tart                  | 1989          |
| Ursula K. Le Guin                 | A Szigetvilág varázslója           | 1989          |
| Garry Douglas                     | Hegylakó                           | 1989          |
| Arkagyij és Borisz Sztrugackij    | Válaszd az életet                  | 1989          |
| –                                 | Lopakodó árnyak (antológia)        | 1989          |
| Harry Harrison                    | Rozsdamentes Acélpatkány           | 1989          |
| Poul Anderson                     | Majd ha az Orion fölszáll          | 1990          |
| Wolfgang Jeschke                  | A Teremtés utolsó napja            | 1990          |
| Luigi Menghini                    | A Felhőbirodalom                   | 1990          |
| Arthur C. Clarke                  | 2061. Harmadik űrodisszeia         | 1990          |
| J. G. Ballard                     | Vízbe fúlt világ                   | 1990          |
| Ursula K. Le Guin                 | Atuan sírjai                       | 1991          |
| Orson Scott Card                  | Végjáték                           | 1991          |
| Vonda N. McIntyre                 | Az Enterprise elindul              | 1991          |
| Isaac Asimov                      | Az Alapítvány előtt                | 1991          |
| Ursula K. Le Guin                 | A legtávolibb part                 | 1991          |
| Michael Moorcock                  | Harcikutya                         | 1991          |
| K. W. Jeter                       | Isten veled, láthatár              | 1991          |
| Pierre Boulle                     | A majmok bolygója (3. kiadás)      | 1991          |
| David Bischoff                    | Az ufó-összeesküvés                | 1992          |
| David Bischoff                    | Massza                             | 1992          |
| Alan Dean Foster                  | Az út végén a halál                | 1992          |
| David Bischoff                    | Éjszakai világ                     | 1993          |
| H. Beam Piper                     | Bundás népség                      | 1993          |
| Arkagyij és Borisz Sztrugackij    | Sánta sors                         | 1993          |
| Ursula K. Le Guin                 | Tehanu                             | 1994          |
| Murray Leinster                   | A grekek ajándéka                  | 1994          |
| Edgar Pangborn                    | Hamis tükörkép                     | 1994          |
| Samuel R. Delany                  | Menekülés a holt városból          | 1994          |
| Alan Dean Foster                  | Elfelejtett űrhajó                 | 1994          |

### Galaktika Fantasztikus Könyvek (2005–)
11 év szünet következett, majd a sorozat 2005-ben újraindult Galaktika Fantasztikus Könyvek címen.
| Szerző(k)                                 | Mű(vek) címe(i)                                                | Kiadás dátuma |
| ----------------------------------------- | -------------------------------------------------------------- | ------------- |
| William Gibson – Bruce Sterling           | A gépezet                                                      | 2005          |
| Joan Slonczewski                          | Génszimfónia                                                   | 2006          |
| William Gibson                            | A holnap tegnapja                                              | 2006          |
| Arthur C. Clarke – Stephen Baxter         | Az idő szeme                                                   | 2006          |
| Neal Stephenson                           | Snow Crash                                                     | 2006          |
| Szergej Lukjanyenko                       | Éjszakai Őrség                                                 | 2007          |
| Robert Charles Wilson                     | Pörgés                                                         | 2007          |
| Kasztovszky Béla                          | GRIN                                                           | 2007          |
| Arthur C. Clarke – Stephen Baxter         | Napvihar                                                       | 2007          |
| Joan Slonczewski                          | Ajtó az óceánba                                                | 2007          |
| László Zoltán                             | A Keringés                                                     | 2007          |
| Szergej Lukjanyenko – Vlagyimir Vasziljev | Nappali Őrség                                                  | 2007          |
| Nemere István                             | Elveszettek                                                    | 2008          |
| Frederik Pohl                             | A hícsík nyomában                                              | 2008          |
| Szergej Lukjanyenko                       | Alkonyi Őrség                                                  | 2008          |
| Jonathan Lethem                           | Amerikai amnézia                                               | 2008          |
| Arthur C. Clarke                          | A gyermekkor vége (bővített)                                   | 2008          |
| Ken MacLeod                               | Kozmonauták vára                                               | 2008          |
| Jack McDevitt                             | Született stratéga                                             | 2008          |
| Elisabetta Vernier                        | ClipArt                                                        | 2008          |
| Arthur C. Clarke                          | A város és a csillagok (bővített)                              | 2008          |
| Harry Harrison                            | Helyet! Helyet!                                                | 2008          |
| Clive Barker                              | Abarat                                                         | 2008          |
| Jean-Claude Dunyach                       | Halott csillagok                                               | 2008          |
| Wolfgang Jeschke                          | A Cusanus-játszma I–II.                                        | 2008          |
| China Miéville                            | Armada I–II.                                                   | 2008          |
| Michael John Harrison                     | Fény                                                           | 2008          |
| Robert Charles Wilson                     | Tengely                                                        | 2008          |
| Brandon Hackett                           | Isten gépei                                                    | 2008          |
| Mary Shelley                              | Az utolsó ember I–II.                                          | 2008          |
| Joan Slonczewski                          | Elízium lánya                                                  | 2008          |
| Szergej Lukjanyenko                       | Utolsó Őrség                                                   | 2008          |
| David Brin                                | Dettó                                                          | 2009          |
| Robert Silverberg                         | Lord Valentine kastélya                                        | 2009          |
| Szélesi Sándor                            | A beavatás szertartása                                         | 2009          |
| Robert Charles Wilson                     | Bioszféra                                                      | 2009          |
| Jack McDevitt                             | Polaris                                                        | 2009          |
| Antal József                              | Justitia                                                       | 2009          |
| Szergej Lukjanyenko                       | Ugrás az űrbe                                                  | 2009          |
| Arthur C. Clarke – Stephen Baxter         | Elsőszülöttek                                                  | 2009          |
| Arkagyij és Borisz Sztrugackij            | Lakott sziget                                                  | 2009          |
| –                                         | Kétszázadik                                                    | 2009          |
| Vlagyimir Vasziljev                       | Káosz-Őrség                                                    | 2009          |
| John Wyndham                              | Szemünk fényei                                                 | 2009          |
| Harry Harrison                            | Édentől nyugatra                                               | 2009          |
| Andreas Eschbach                          | Hajszőnyegszövők                                               | 2009          |
| Clive Barker                              | Abarat – Varázsórák, véres éjek                                | 2009          |
| Guy Gavriel Kay                           | Ysabel                                                         | 2009          |
| Robert Silverberg                         | Majipoor krónikái                                              | 2009          |
| Ken MacLeod                               | Sötét fény                                                     | 2009          |
| László Zoltán                             | Nulla pont                                                     | 2009          |
| Rudyard Kipling                           | Kívánságok háza                                                | 2010          |
| Jean-Claude Dunyach – Ayerdhal            | Haldokló csillagok I–II.                                       | 2010          |
| Vernor Vinge                              | A szivárvány tövében                                           | 2010          |
| Robert J. Sawyer                          | FlashForward – A jövő emlékei                                  | 2010          |
| Arthur C. Clarke                          | Mélység                                                        | 2010          |
| Arkagyij és Borisz Sztrugackij            | Bogár a hangyabolyban                                          | 2010          |
| Frederik Pohl                             | A hícsík birodalma                                             | 2010          |
| Cory Doctorow                             | Kis testvér                                                    | 2010          |
| Damien Broderick                          | Lenni vagy nem lenni                                           | 2010          |
| Jack McDevitt                             | Elveszett kolónia                                              | 2010          |
| Szergej Lukjanyenko                       | Ugrás az ismeretlenbe                                          | 2010          |
| Arthur C. Clarke – Frederik Pohl          | Végső bizonyítás                                               | 2010          |
| Alan E. Nourse                            | Pengefutár                                                     | 2010          |
| Robert Silverberg                         | Valentine, Napkirály                                           | 2010          |
| Robert A. Heinlein                        | A Hold börtönében                                              | 2010          |
| Harry Harrison                            | Fagyos Éden                                                    | 2010          |
| Arkagyij és Borisz Sztrugackij            | Menekülési kísérlet                                            | 2010          |
| Arthur C. Clarke                          | Szigetek az égben                                              | 2010          |
| Lovas Lajos                               | N                                                              | 2010          |
| Arthur C. Clarke                          | A Mars titka                                                   | 2011          |
| Neal Stephenson                           | Gyémántkor                                                     | 2011          |
| Arkagyij és Borisz Sztrugackij            | Válaszd az életet!                                             | 2011          |
| Diana Wynne Jones                         | A trónörökös                                                   | 2011          |
| Robert J. Sawyer                          | Lélekhullám                                                    | 2011          |
| Tim Powers                                | Ismeretlen vizeken                                             | 2011          |
| Jack McDevitt                             | Az Ördög Szeme                                                 | 2011          |
| Szergej Lukjanyenko                       | Világok őre                                                    | 2011          |
| Arthur C. Clarke – Stephen Baxter         | Régmúlt napok fénye                                            | 2011          |
| Arkagyij és Borisz Sztrugackij            | Nyugtalanság                                                   | 2011          |
| Robert Charles Wilson                     | Örvény                                                         | 2011          |
| Stephen Baxter                            | Időhajók                                                       | 2012          |
| Arkagyij és Borisz Sztrugackij            | A hétfő szombaton kezdődik                                     | 2012          |
| Arthur C. Clarke – Gentry Lee             | Bölcső                                                         | 2012          |
| Joe Haldeman                              | Örök háború                                                    | 2012          |
| Szergej Lukjanyenko                       | Őrök világa                                                    | 2012          |
| Jack McDevitt                             | Echo                                                           | 2012          |
| Robert Charles Wilson                     | Kronolitok                                                     | 2012          |
| Arkagyij és Borisz Sztrugackij            | A bíborszínű felhők bolygója                                   | 2012          |
| Joan Slonczewski                          | Agypestis                                                      | 2012          |
| Szergej Lukjanyenko                       | Új Őrség                                                       | 2012          |
| Connie Willis                             | Ítélet könyve                                                  | 2012          |
| Robert J. Sawyer                          | WWW 1 – Világtalan                                             | 2012          |
| Adam Wiśniewski-Snerg                     | A lator evangéliuma                                            | 2013          |
| Brian W. Aldiss                           | Szuperállam                                                    | 2013          |
| Diana Wynne Jones                         | A merlin-összeesküvés                                          | 2013          |
| Robert J. Sawyer                          | WWW 2 – Vigyázók                                               | 2013          |
| Arkagyij és Borisz Sztrugackij            | Mese a Trojkáról                                               | 2013          |
| Clive Barker                              | Abarat – Abszolút éjfél                                        | 2013          |
| Arthur C. Clarke                          | Földfény                                                       | 2013          |
| Charles Maclean                           | Paranoia                                                       | 2013          |
| Arkagyij és Borisz Sztrugackij            | Piknik az árokparton                                           | 2013          |
| Valerio Evangelisti                       | Indulj, inkvizítor!                                            | 2013          |
| Robert Charles Wilson                     | Bázis – A Blind Lake-rejtély                                   | 2013          |
| Robert J. Sawyer                          | WWW 3 – Végzet                                                 | 2013          |
| Szergej Lukjanyenko                       | Igék földje – A vas prófétája                                  | 2013          |
| Jack McDevitt                             | Tűzmadár                                                       | 2013          |
| Harry Harrison                            | Vissza az Édenbe                                               | 2013          |
| Robert A. Heinlein                        | Csillagközi invázió                                            | 2013          |
| Stephen Baxter                            | Antijég                                                        | 2014          |
| Arkagyij és Borisz Sztrugackij            | A kárhozott város                                              | 2014          |
| Arthur C. Clarke – Michael Kube-McDowell  | Tűzszünet I-II. (Ravasz / Béklyó)                              | 2014          |
| Szergej Lukjanyenko                       | Igék földje – A vas birodalma                                  | 2014          |
| Robert J. Sawyer                          | Kifürkészhetetlen                                              | 2014          |
| Isaac Asimov                              | A halhatatlanság halála                                        | 2014          |
| Robert A. Heinlein                        | Ajtó a nyárba                                                  | 2014          |
| Jack McDevitt                             | Emlékmű a csillagokban                                         | 2014          |
| Robert Charles Wilson                     | Misztérium                                                     | 2014          |
| Valerio Evangelisti                       | Örökké élj, inkvizítor!                                        | 2014          |
| Vlagyimir Vasziljev                       | S.T.A.L.K.E.R. – Halálos zóna                                  | 2014          |
| David Brin                                | Existence – A létezés csapdája                                 | 2014          |
| David Brin                                | Existence – A létezés titka                                    | 2014          |
| Marina és Szerhij Gyacsenko               | Andrej és a Föld zarándokai                                    | 2014          |
| Charles MacLean                           | Néma csend                                                     | 2014          |
| Isaac Asimov                              | Azazel                                                         | 2014          |
| Szergej Lukjanyenko – Vitalij Kaplan      | Más Őrség                                                      | 2014          |
| Joe Haldeman                              | Örök béke                                                      | 2014          |
| Jean Ray                                  | Kárhozott istenek                                              | 2015          |
| Arthur C. Clarke                          | 2001. Űrodisszeia                                              | 2015          |
| James Lovegrove                           | Ré kora                                                        | 2015          |
| Emmi Itäranta                             | A teamesternő könyve                                           | 2015          |
| Arkagyij és Borisz Sztrugackij            | Fogadó a Halott Alpinistához                                   | 2015          |
| Jack McDevitt                             | Űrhajótöröttek                                                 | 2015          |
| Cory Doctorow                             | Homeland                                                       | 2015          |
| Arthur C. Clarke                          | 2001 elveszett világai                                         | 2015          |
| Vlagyimir Vasziljev                       | S.T.A.L.K.E.R. – A duplikátor gyermekei                        | 2015          |
| Christian Charrière                       | Iscambe erdeje                                                 | 2015          |
| Valerio Evangelisti                       | Égj, Inkvizítor!                                               | 2015          |
| Ondřej Neff                               | Sötétség                                                       | 2015          |
| John Brunner                              | Zanzibár                                                       | 2015          |
| Robert Charles Wilson                     | Darwinia                                                       | 2015          |
| Vlagyimir Vasziljev                       | IdőŐrség                                                       | 2015          |
| Robert A. Heinlein                        | Kettős csillag                                                 | 2015          |
| Robert J. Sawyer                          | Halál a vörös bolygón                                          | 2015          |
| Jack McDevitt                             | Ősi partok                                                     | 2015          |
| Martin H. Greenberg                       | Az Alapítvány barátai – Antológia Asimov tiszteletére          | 2015          |
| Németh Attila (szerk.)                    | GFK 300.                                                       | 2016          |
| Jezsi Tumanovszkij                        | S.T.A.L.K.E.R. – Agyar                                         | 2016          |
| China Miéville                            | Vastanács                                                      | 2016          |
| Petr Stančík                              | Múmiamalom                                                     | 2016          |
| Lovas Lajos                               | Törzsszövetség                                                 | 2016          |
| Arkagyij és Borisz Sztrugackij            | Hazatérés – Delelő, 22. század                                 | 2016          |
| Michael Walden                            | Eshtar – Második könyv                                         | 2016          |
| Joe Haldeman                              | Örök szabadság                                                 | 2016          |
| Fedina Lídia                              | Virokalipszis – Nem várt mellékhatás                           | 2016          |
| Jack McDevitt                             | Feltámad a múlt                                                | 2016          |
| Szergej Lukjanyenko                       | Egyesült Őrség                                                 | 2016          |
| Kasztovszky Béla                          | Álomutazás                                                     | 2017          |
| Jeff Carlson                              | Fagyott égbolt                                                 | 2017          |
| Vaszilij Orehov                           | STALKER – Katasztrófa sújtotta terület                         | 2017          |
| Zsoldos Péter                             | A Viking visszatér                                             | 2017          |
| Dennis E. Taylor                          | MI, Bob                                                        | 2017          |
| Zsoldos Péter                             | Távoli tűz I.                                                  | 2017          |
| Zsoldos Péter                             | Távoli tűz II.                                                 | 2017          |
| Arkagyij és Borisz Sztrugackij            | Fiú a pokolból                                                 | 2017          |
| Dave Howard                               | A Leymann-transzfer                                            | 2017          |
| Arkagyij Suspanov és Szergej Lukjanyenko  | VarázsŐrség                                                    | 2017          |
| Robert Charles Wilson                     | Affinitások                                                    | 2017          |
| Zsoldos Péter                             | A feladat                                                      | 2017          |
| Vladimír Páral                            | Rómeó és Júlia 2300                                            | 2017          |
| Ondřej Štindl                             | InterZóna                                                      | 2017          |
| Christopher Priest                        | Kifordított világ                                              | 2017          |
| Vaszilij Orehov                           | STALKER – Tűzvonal                                             | 2017          |
| D. J. Molles                              | Amerika lángokban 1 – Tisztogatás                              | 2017          |
| Jodi Taylor                               | Egyik átkozott dolog a másik után                              | 2017          |
| Dave Hutchinson                           | Embercsempészek                                                | 2018          |
| Daniel Godfrey                            | Új Pompeji                                                     | 2018          |
| Robert Kroese                             | Tudatzavar                                                     | 2018          |
| Jeff Carlson                              | Fagyott égbolt 2                                               | 2018          |
| Jasper Fforde                             | Monokróm                                                       | 2018          |
| Tal M. Klein                              | Portál                                                         | 2018          |
| Zsoldos Péter                             | Ellenpont                                                      | 2018          |
| Vaszilij Orehov                           | STALKER – Hadműveleti Zóna                                     | 2018          |
| Arthur C. Clarke                          | 2010. Második űrodisszeia                                      | 2018          |
| Jodi Taylor                               | Visszhangok szimfóniája                                        | 2018          |
| Szergej Lukjanyenko                       | Konkurensek                                                    | 2018          |
| Walter Tevis                              | Sokszavú Poszáta                                               | 2018          |
| Arkagyij és Borisz Sztrugackij            | Végállomás: Amalthea                                           | 2018          |
| Kir Bulicsov                              | Túlélők                                                        | 2018          |
| J. G. Ballard                             | Toronyház                                                      | 2018          |
| Alekszej Kalugin                          | S.T.A.L.K.E.R. – Ház a Mocsárban                               | 2018          |
| Keith Roberts                             | Gőzkorszak                                                     | 2018          |
| Janusz A. Zajdel                          | Alsó határérték                                                | 2018          |
| Jodi Taylor                               | Második esély                                                  | 2018          |
| Ronil Caine                               | Rémteremtő                                                     | 2018          |
| Zsoldos Péter                             | A holtak nem vetnek árnyékot                                   | 2018          |
| Arkagyij és Borisz Sztrugackij            | Világvége a szomszédban                                        | 2018          |
| Rob Reid                                  | A nulladik év                                                  | 2018          |
| Jobbágy Tibor (szerk.)                    | SF Galaxis                                                     | 2018          |
| Kir Bulicsov                              | A kozmosz vándorai                                             | 2018          |
| James Lovegrove                           | Zeusz kora                                                     | 2018          |
| Valerio Evangelisti                       | Rettegj, inkvizítor!                                           | 2018          |
| Alekszej Kalugin                          | S.T.A.L.K.E.R. – Végzetes Álmok                                | 2019          |
| Jasmin B. Frelih                          | FÉL/BE                                                         | 2019          |
| Yoon Ha Lee                               | Vezércsel                                                      | 2019          |
| Emmi Itäranta                             | A tiltott álmok városa                                         | 2019          |
| Johanna Sinisalo                          | A Nap Magja                                                    | 2019          |
| Zsoldos Péter                             | Az utolsó kísértés                                             | 2019          |
| Szélesi Sándor                            | Az ellopott troll                                              | 2019          |
| Urbánszki László                          | Sápadtak                                                       | 2019          |
| Kir Bulicsov                              | Projekt 18                                                     | 2019          |
| Szergej Lukjanyenko                       | kváZi                                                          | 2019          |
| Mund Katalin (szerk.)                     | A jádekoponyák szigete                                         | 2019          |
| Aleister Crowley                          | Holdgyermek                                                    | 2019          |
| Jobbágy Tibor (szerk.)                    | SF. Galaxis 2.                                                 | 2019          |
| Dennis E. Taylor                          | MI vagyunk az Istenek                                          | 2019          |
| Arkagyij és Borisz Sztrugackij            | Újonc a világűrben                                             | 2019          |
| Vagyim Panov                              | A prófécia                                                     | 2019          |
| Jodi Taylor                               | Ösvény az időben                                               | 2019          |
| Alekszej Kalugin                          | S.T.A.L.K.E.R. – Kihalt Mezők                                  | 2019          |
| Barnóczky Ákos                            | Természetes intelligencia                                      | 2019          |
| Arthur C. Clarke                          | 2061 Harmadik űrodisszeia                                      | 2019          |
| Ana-Maria Negrilă                         | Jégcsászár                                                     | 2019          |
| Szergej Lukjanyenko és Vitalij Kaplan     | Hajdani Őrség                                                  | 2019          |
| J. G. Ballard                             | Helló, Amerika!                                                | 2019          |
| Urbánszki László                          | Újvérűek                                                       | 2019          |
| Carlos Chernov                            | Végtelen vetítés                                               | 2019          |
| Arkagyij és Borisz Sztrugackij            | Nehéz istennek lenni                                           | 2020          |
| Kir Bulicsov                              | Az utolsó háború                                               | 2020          |
| Jezsi Tumanovszkij és Roman Kulikov       | S.T.A.L.K.E.R. – Kiket a Zóna egybekötött…                     | 2020          |
| Johanna Sinisalo                          | Iron Sky – Támad a Hold!                                       | 2020          |
| Arthur C. Clarke                          | 3001 Végső űrodisszeia                                         | 2020          |
| Jodi Taylor                               | Múlt vagy soha                                                 | 2020          |
| Szergej Lukjanyenko                       | A szabadság íze – Összegyűjtött novellák 1.                    | 2020          |
| Theodora Goss                             | Az alkimista lányának különleges esete                         | 2020          |
| Ronil Caine                               | Fraktál                                                        | 2020          |
| Jezsi Tumanovszkij és Roman Kulikov       | S.T.A.L.K.E.R. – Szurony                                       | 2020          |
| Jezsi Tumanovszkij és Roman Kulikov       | S.T.A.L.K.E.R. – A két mutáns                                  | 2021          |
| Szergej Lukjanyenko                       | A varázsló utolsó éjszakája – Összegyűjtött novellák II.       | 2021          |
| Mike Chen                                 | Itt és most és aztán                                           | 2021          |
| Jodi Taylor                               | Mi baj történhet?                                              | 2021          |
| T. J. Klune                               | Ház az égszínkék tengernél                                     | 2021          |
| Danny Tobey                               | God game                                                       | 2021          |
| Alexis Henderson                          | A boszorkányság éve                                            | 2021          |
| Jezsi Tumanovszkij és Roman Kulikov       | S.T.A.L.K.E.R. – A végzet lánca                                | 2021          |
| Christina Henry                           | Piros                                                          | 2021          |
| Theodora Goss                             | Különleges hölgyek európai utazása I-II. (Athéné Klub 2. rész) | 2021          |
| Németh Attila (szerk.)                    | GFK 400                                                        | 2021          |
| Jezsi Tumanovszkij, Roman Kulikov         | S.T.A.L.K.E.R. – A Minótaurosz Projekt                         | 2022          |
| Guy Morpuss                               | Öt elme                                                        | 2023          |
| Alekszej Gravickij                        | S.T.A.L.K.E.R. – A Zóna ködében                                | 2023          |
| Robert J. Sawyer                          | Az Oppenheimer alternatíva                                     | 2023          |

### Galaktika Baráti Kör (2013–)
A fantasztikus irodalom kedvelői csatlakozhatnak ehhez a csoporthoz. Egy exkluzív ajándékkötet is jár a GBK tagoknak, mely bolti forgalomba nem kerül.
| Szerző(k)                       | Mű(vek) címe(i)      | Kiadás dátuma |
| ------------------------------- | -------------------- | ------------- |
| G. K. Chesterton                | A vándorló kocsma    | 2013          |
| Jack London                     | Ezer halál           | 2014          |
| Stanley G. Weinbaum             | Bolygóközi odüsszeia | 2015          |
| Ford Madox Ford – Joseph Conrad | Az örökösök          | 2016          |